# Platycis minutus

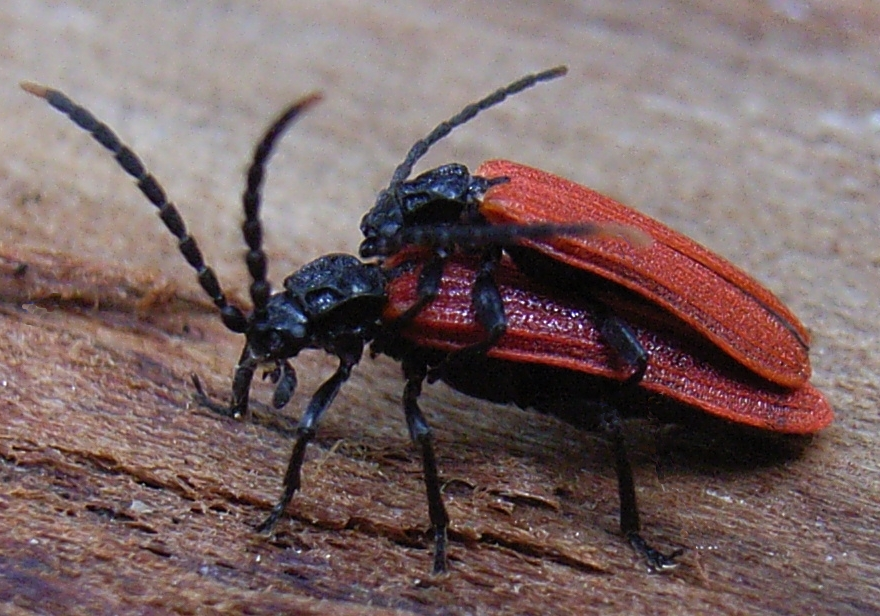
Paarung

Platycis minutus ist ein Käfer aus der Familie der Rotdeckenkäfer (Lycidae) und auch als Kleiner Rotdeckenkäfer bekannt.

## Beschreibung
Die Käfer werden 5 bis 10 Millimeter lang. Sie sehen den Scharlachroten Netzkäfern sehr ähnlich, unterscheiden sich von diesen aber durch ihren komplett schwarzen Halsschild. Darüber hinaus haben sie rote, längsgestreifte und leicht unregelmäßig gegitterte Deckflügel und einen ansonsten schwarzen Körper. Das letzte, 11. Glied der kräftigen Fühler ist etwas verlängert und hell gefärbt. Die Käfer haben dunkel gefärbte Hinterflügel.
Sie kommen in Mitteleuropa überall vor und sind auch im Süden Deutschlands häufig. Die Larven leben in morschem Holz und fressen Insekten.